# 斯卡伯勒 (多巴哥)
斯卡伯勒（英語：Scarborough）是托巴哥島上的最大城鎮。托巴哥島是千里達及托巴哥的兩個島嶼之一。人口大約一萬七千人，差不多佔了全島人口的三分之一。這個城鎮由英皇喬治所控制，是十八世紀以英皇喬治三世而命名的防禦工事。那裡已經變成了歷史及考古博物館。斯卡伯勒的深水港口建於1991年。以前，船隻被逼離岸停泊。
1769年，斯卡伯勒代替了當時首都喬治城成為托巴哥的首都。在法國統治時期，被改名為「路易港」。